# Wendell Mitchell Latimer
Pour les articles homonymes, voir Latimer.
Wendell Mitchell Latimer (22 avril 1893 - 6 juillet 1955) est un chimiste américain. Il est surtout connu pour la description des états d'oxydation dans son livre The Oxidation States of the Elements and Their Potentials in Aqueous Solution.

## Biographie
Wendell Mitchell Latimer naît le 22 avril 1893 à Garnett dans le Kansas aux États-Unis. Il complète son bachelor of Arts à l'université du Kansas. Il reçoit son PhD de l'université de Californie à Berkeley sous la supervision de George Ernest Gibson. En 1920, en collaboration avec W. H. Rodebush, il publie son premier article (Polarity and Ionization From the Standpoint of the Lewis Theory of Valence) qui démontre l'importance de la liaison hydrogène.
En 1930, il profite d'une bourse Guggenheim pour poursuivre ses études à Munich en Allemagne.
En 1933, Latimer prétend avoir découvert le tritium en utilisant une technique de spectroscopie magnéto-optique mise au point par Fred Allison. Cependant, Gilbert Lewis pariera que c'est faux ; Gilbert versera le montant promis lorsque Latimer lui montrera ses données. Cependant, la même année, la communauté scientifique jette le discrédit sur la technique d'Allison. La découverte officielle du tritium revient à Ernest Rutherford en 1934. Des années plus tard, Latimer expliquera qu'il n'a jamais été capable de reproduire les données pertinentes et n'a jamais trouvé où il s'était trompé. Le physico-chimiste Irving Langmuir, dans son discours de 1953 sur la science pathologique, montrera en exemple cette expérience,. En 1938, il publie The Oxidation States of the Elements and Their Potentials in Aqueous Solution (Les États d'oxydation des éléments et leurs potentiels [d'oxydoréduction] en solution aqueuse). Cet ouvrage comprend entre autres suffisamment d'informations pour dresser des tables de potentiels d'oxydoréduction. Selon Latimer, ces « potentiels ont profondément influencé l'enseignement de la chimie inorganique,. »
De 1941 à 1945, dans le cadre des activités du National Defense Research Committee, Latimer participe à la production d'oxygène, à l'utilisation militaire d'armes chimiques et aux recherches sur le plutonium. Pendant le Projet Manhattan et après, de 1943 à 1947, il est directeur d'un département chargé d'étudier la chimie du plutonium. Ses travaux sur les états d'oxydation des éléments chimiques dits lourds (par exemple, uranium) seront d'une grande utilité à la mise au point d'une méthode de séparation du plutonium.
Latimer a reçu plusieurs prix pour ses travaux en chimie. Il est élu membre de la National Academy of Sciences, puis a occupé la présidence de sa section Chimie de 1947 à 1950. En 1948, il reçoit le Distinguished Service Award de l'université du Kansas. La même année, il obtient le President's Certificate of Merit. En 1953, il occupe le Faculty Research Lecture, une promotion que l’Academic Senate de l'université de Californie remet à l'un des membres de l'université. En 1955, il reçoit la William H. Nichols Medal de la section new-yorkaise de l'American Chemical Society, pour ses « études pionnières sur la thermodynamique des électrolytes, plus particulièrement l'entropie des ions dans une solution aqueuse,. »

## Œuvres
- (en) The Oxidation States of the Elements and Their Potentials in Aqueous Solution, 1938, New York, Prentice-Hall. 352 pages
- (en) avec W. C. Bray, A Course in General Chemistry, 3e éd., 1940, New York, Macmillan, 206 pages

La biographie rédigée par Hildebrand en 1955 comprend l'ensemble des articles et ouvrages publiés par Latimer.

### Citations originales
1. ↑  (en) « potentials have had a profound influence upon the teaching of inorganic chemistry. »
2. ↑  (en) « Pioneer Studies on the Thermodynamics of Electrolytes, especially the Entropies of Ions in Aqueous Solutions »